# Забудський Ігор Володимирович
Забу́дський Ігор Володимирович (8 червня 1960, м. Черкаси — 3 травня 2021, м. Черкаси) — український поет, прозаїк, художник, член Національної спілки письменників України, член Національної спілки художників України.

## Біографія
Забудський Ігор Володимирович народився 8 червня 1960 року в Черкасах. 1977 року із золотою медаллю закінчив черкаську середню школу № 11. В десять років, повертаючись із заняття в художній студії Палацу піонерів, потрапив у важку автомобільну аварію, внаслідок якої залишився прикутим до ліжка. 
У 1979—1985 роках навчався у Московському заочному народному університеті мистецтв на факультеті образотворчого мистецтва за спеціальністю «Графіка».

### Як художник
Почав малювати пером та кольоровою тушшю, яка вироблялася тоді у Прибалтиці. Додавав відтінки спеціальними олівцями, які друзі привозили із-за кордону. А коли опанував нелегкий труд дрібного штрихування, картини набули об'єму, почали «дихати». Власне, це і було ноу-хау у малюванні, власний неповторний стиль.
З 1986 року працював літературним консультантом у газеті «Молодь Черкащини», був ведучим рубрики «Соло», редактором літературного додатку «Дніпряни» та альманахів молодіжної поезії.
З 1995 року Ігор Володимирович працює художником прес-центру ВАТ «Азот», створює нові картини, влаштовує виставки.
2004 року виданий альбом графічних робіт «Ігор Забудський», який містить 140 кольорових репродукцій картин лісових пейзажів Подніпров'я.

### Як письменник
З 1981 року почав писати вірші, з'явилися перші публікації у місцевій пресі.
1984 року приходить перше вагоме визнання поетичних спроб Забудського з ленінградськими публікаціями у журналі «Аврора». Згодом його друковане слово з'являється й у часописах «Вітрила», «Кроки» та у газеті «Молодь України».
У 1998 та 2000 роках видані перші книги поета російською («Постижение») та українською мовами («Лісова прем'єра»).
З 2000 року член Національної спілки письменників України. Делегат 5-го з'їзду письменників України.
У творчості осмислює місце людини у природі та Всесвіті загалом.

## Нагороди та відзнаки
Ігор Забудський відзначений обласною комсомольською премією імені О. Кошового в галузі культури.
За збірку «Завтра моє», видану 2003 року, письменник відзначений літературною премією «Берег надії» імені Василя Симоненка.
Лауреат міжнародної мистецької премії «Філантроп» (Москва).

## Книги
- Забудський, І. В. Подолання: [поезії] / Ігор Забудський; (післямова Н. Горішної). — Черкаси: Вертикаль, 2010. — 131 с.
- Забудський, І. В. Малюнки долі: [автобіогр. роман у віршах] /І. В. Забудський ; (передм. О. Мороза, В. Пахаренка). — Черкаси: Вертикаль, 2008. — 163 с. : іл.
- Забудський, І. В. Завтра моє: поезії / І. В. Забудський ;передм. В. Пахаренка. — Черкаси: Брама, 2003. — 140 с. :іл.
- Забудский, И. Постижение: поэзии / И. Забудский; вступ. Статьи Л. Вышеславского, В. Пахаренко. — Черкассы: Сіяч, 1998. — 176 с.: ил.